# مساحة

ثلاثة أشكال هندسية معهودة.

المِسَاحَة (بكسر الميم) قياسُ سطحٍ محصورٍ بين حدود، وأيسرُ أشكالها: سطحٌ محصورٌ بين أربع خطوط متساوية الطول: اثنان منها متوازيان، والآخران يعامدان الأولى؛ وهو شكل المربع. ومنه تُشتق كل أشكال المِساحة الأخرى، فإذا كان طول هذه الخطوط وَحدةَ قياسِ طول واحدةً، كانت المِساحة المحصورة بينها وَحدةَ قياس مِساحةٍ واحدة، فإذا كان لمربعٍ ضلعٌ طولُها: مترٌ واحد، ساوَتْ مِساحتُه: مترًا مربعًا واحدًا.
وتُحسَب المِساحة بعدد مربعات وَحدة المِساحة الجزئية والكاملة. والوَحدة القياسية للمِساحة في النظام الدولي للوحدات: المتر المربع (ورمزٌه: m2)، وهو مِساحة مربع طول ضلعه مترٌ واحد. فللشكل الذي مِساحتُه ثلاثة متر مربع: مِساحةُ ثلاثةٍ من هذه المربعات ذات المتر الواحد طولًا.
وللمساحات صيغٌ معروفة لأشكال بسيطة  كالمثلثات، والمستطيلات، والدوائر. وتُحسَب بهذه الصيغ مِساحةُ أي مضلع: بتقسيم المضلع إلى مثلثات، أو دوائرَ فتَكون أشكالًا منحنية مع الحدود، وقد تستعمل حساب التفاضل والتكامل لحساب المجال. وقد كان لمشكلة تحديد مجال الأرقام فضلٌ كبير في التطور التاريخي في حساب التفاضل والتكامل.
فإذا أخذنا شكلًا صُلْبًا (مجسمًا): كالكرة، والمخروط، والأسطوانة، سُميت مِساحة سطح حدود شكلها بمِساحة السطح. وإن معادلاتِ مِساحات السطح الأشكال البسيطة   حسبها الإغريقُ، ولكن حساب المساحة السطحية للشكل هي أكثر تعقيدًا منها وقد يُستعمل لها حساب التفاضل والتكامل متعدد المتغيرات.

## معادلات لقياس المِسَاحَة
- مساحة المستطيل = الطول × العرض

مساحة الدائرة ذات الشعاع r.

مسلمة مساحة المستطيل والتي تنص على أن مساحة المستطيل تساوى طوله×عرضه وهذا شيء بديهى يمكن إدراكه بدون البرهنة عليه وذلك بملاحظة أنه عند فرض مستطيل عرضه الوحدة (لكى يكون عرضه غير مؤثر في المساحة بحيث يكون الطول وحده هو الذي يتحكم في قيمة المساحة) وطوله عدد معين من الوحدات نلاحظ أن عدد الوحدات المربعة والتي تشكل مساحة المستطيل يساوى عدد الوحدات الطولية التي تشكل طول المستطيل وبزيادة عدد وحدات الطول نلاحظ أن مساحة المستطيل تزداد بنفس المقدار ومن ذلك يتضح أن مساحة المستطيل تساوى طوله×عرضه.
- مساحة المثلث = ½ × القاعدة × الارتفاع: وتكتب بالإنجليزية على الصورة {\displaystyle A=b.h/2} حيث: b هي طول القاعدة، وh هي طول الارتفاع.
- مساحة الدائرة {\displaystyle A=\pi r^{2}\,} حيث: r هي نصف قطر الدائرة.
- مساحة سطح الكرة {\displaystyle A=4\pi r^{2}\,} حيث: r هي نصف قطر الكرة.
- مساحة الشكل البيضاوي (أو الأهليجي): باي({\displaystyle {\pi }}) × نق المحور الأكبر × نق المحور الأصغر
- يمكن قياس مساحة الأشكال المعقدة والمساحات المحصورة بين الدوال باستخدام علم التفاضل والتكامل
- مساحة المربع = طول الضلع تربيع (ل²) أو A = L2

## وحدات قياس المِسَاحَة
- سنتيمتر مربع اختصاره: سم²
- المتر مربع اختصاره: م²، وهي وحدة مشتقة من المتر (وحدة قياس دولية)
- هكتار يساوي 10000 متر مربع
- كيلومتر مربع اختصاره: كم2 يساوي 1000000 (مليون) متر مربع
- قدم مربع ويساوي 0.09290304 متر مربع
- ياردة مربعة وتساوي 9 أقدام مربعة أي 0.83612736 متر مربع
- ميل مربع ويساوي 2.5899881103 كيلومتر مربع
- الفدان ويساوي 4200.83 متر مربع، وينقسم إلى 24 قيراط وكل قيراط ينقسم إلى 24 سهم حيث مساحة القيراط 175.09 متر مربع ومساحة السهم 7.29 متر مربع.

والفدان أكبر قليلا من الأكر الأنجلو أمريكي.
- أكر (Acre) يساوي 4046.8564224 متر مربع.
- قصبة (وحدة تستخدم في البلاد العربية) تعادل 30,25 ياردة مربعة.

## مساحة بعض الأشكال الهندسية
يعطي هذا الجدول معادلات المساحة لبعض الأشكال في الهندسة المستوية:
| الشكل                            | صفـاته | المساحة {\displaystyle A}                        |
| -------------------------------- | --- | ------------------------------------------------ |
| المربع                           | طول الضلع {\displaystyle a}                                                                                         | {\displaystyle A=a^{2}}                          |
| المستطيل                         | الطول والعرض {\displaystyle a,\,b}                                                                                  | {\displaystyle A=a\cdot b}                       |
| المثلث (انظر أيضا: مساحة المثلث) | القاعدة {\displaystyle b}، الارتفاع {\displaystyle h}، عمودي على{\displaystyle b}                                   | {\displaystyle A={\frac {b\cdot h}{2}}}          |
| شبه منحرف                        | الضلعان المتوازيان {\displaystyle a,\,c}، الارتفاع {\displaystyle h}، عمودي على{\displaystyle a} و{\displaystyle c} | {\displaystyle A={\frac {a+c}{2}}\cdot h}        |
| المعين                           | المحورين {\displaystyle d_{1}} و{\displaystyle d_{2}}                                                               | {\displaystyle A={\frac {d_{1}\cdot d_{2}}{2}}}  |
| متوازي الأضلاع                   | طول الضلع {\displaystyle a}، الارتفاع {\displaystyle h_{a}}، عمودي على {\displaystyle a}                            | {\displaystyle A=a\cdot h_{a}}                   |
| دائرة                            | نصف القطر {\displaystyle r}                                                                                         | {\displaystyle A=\pi r^{2}}                      |
| قطع ناقص                         | المحور الطويل {\displaystyle 2a} والمحور القصير {\displaystyle 2b}                                                  | {\displaystyle A=\pi ab}                         |
| مسدس منتظم                       | طول الضلع {\displaystyle a}                                                                                         | {\displaystyle A={\frac {3{\sqrt {3}}}{2}}a^{2}} |

من أجل تعيين مساحة متعدد الأضلاع فيمكن تقسيمه إلى مثلثات، ثم جمعها بعد حساب مساحاتها. وإذا كانت الإحداثيات {\displaystyle (x_{i},y_{i}),i=1\dots n} لعدد {\displaystyle n} من الأركان لمتعدد الأضلاع معروفة، فيمكن حساب المساحة بواسطة معادلة جاوس لشبه المنحرف:
{\displaystyle A={\frac {1}{2}}\sum _{i=1}^{n}(y_{i}+y_{i+1})(x_{i}-x_{i+1})}
حيث:
{\displaystyle x_{n+j}=x_{j}}
و {\displaystyle y_{n+j}=y_{j}}
الأشكال أخرى يمكن تقريبها لمضلع متعدد الأضلاع وتكملة حسابها بالتقريب.

## حساب مِسَاحَة أسطح بعض الأجسام

هرم رباعي السطوح

مخروط

| الشكل                              | صفاتـه                                                             | مساحة السطح {\displaystyle A}                    |
| ---------------------------------- | ------------------------------------------------------------------ | ------------------------------------------------ |
| مكعب                               | طول الضلع {\displaystyle a}                                        | {\displaystyle A=6a^{2}}                         |
| متوازي المستطيلات                  | الطول، والعرض، والارتفاع {\displaystyle a,\,b,\,c}                 | {\displaystyle A=2(ab+ac+bc)}                    |
| رباعي السطوح                       | طول الضلع {\displaystyle a}                                        | {\displaystyle A={\sqrt {3}}\,a^{2}}             |
| الكرة (انظر أيضا: مساحة سطح الكرة) | نصف القطر {\displaystyle r}                                        | {\displaystyle A=4\pi r^{2}}                     |
| أسطوانة                            | نصف قطر القاعدة {\displaystyle r}، الارتفاع {\displaystyle h}      | {\displaystyle A=2\pi r(r+h)}                    |
| مخروط                              | نصف قطر القاعدة {\displaystyle r}، الارتفاع {\displaystyle h}      | {\displaystyle A=\pi r(r+{\sqrt {r^{2}+h^{2}}})} |
| طارة (رياضيات)                     | نصف قطر الطارة {\displaystyle R}، نصف قطر المقطع {\displaystyle r} | {\displaystyle A=4\pi ^{2}\cdot R\cdot r}        |

## حساب التكامل

تعيين المساحة تحت منحنى بين النقطتين a وb بالتقريب عن طريق تقسيمها إلى مستطيلات ضيقة. وهذه هي فكرة حساب التكامل.

يستعمل حساب التكامل بغرض تعيين المساحة تحت منحنى في منحنى بياني. وتنبع تلك الفكرة من امكانية تقسيم المساحة المحصورة بين المنحنى البياني والمحور الأفقي {\displaystyle x} إلى مجموعة من المستطيلات الضيقة، وينبع معنى حساب التكامل من جعل عرض المستطيلات المختارة يقترب من الصفر (عندما تقترب dx من الصفر).